# Albinari, Prahova
Albinari este un sat în comuna Ariceștii Zeletin din județul Prahova, Muntenia, România.
Așezarea este atestată documentar în 1580.
 Acest articol despre o localitate din județul Prahova este deocamdată un ciot. Puteți ajuta Wikipedia prin completarea lui.